# Isack Hadjar
Isack Alexandre Hadjar, född 28 september 2004, är en fransk-algerisk racerförare. Han har bland annat tävlat i FIA Formel 2 Championship för Campos och varit reservförare i Formel 1 för Red Bull Racing. Han gjorde debut för Racing Bulls vid 
Australiens Grand Prix 2025.
Han har både franskt och algeriskt medborgarskap.

## F1-karriär
| Säsong            | Stall/Tillverkare       | Placering         | Lopp | Poäng | Etta | Tvåa | Trea | Pole | Varv |
| ----------------- | ----------------------- | ----------------- | ---- | ----- | ---- | ---- | ---- | ---- | ---- |
| 2025              | Racing Bulls-Honda RBPT | 16                | 2    | 0     | 0    | 0    | 0    | 0    | 0    |
| Sammanlagt (2025) | Sammanlagt (2025)       | Sammanlagt (2025) | 2    | 0     | 0    | 0    | 0    | 0    | 0    |